# 陳重信
陳重信（1943年—），中華民國政治人物，曾代表民主進步黨任職僑選立法委員，為海外僑民代表，2007年5月任行政院環境保護署代理署長。2007年6月，陳重信任行政院環境保護署署長，僑選立法委員缺額由前世界台灣同鄉會祕書長陳東榮遞補。
2007年8月10日，環保署暴力驅逐《自由時報》記者周富美採訪環境影響評估大會，是為周富美事件：當時周富美因採訪環評大會而遭陳重信坐視「環保署政風室主任范大維」暴力驅離，事後《自由時報》將周富美調到內勤，周富美憤而提出辭呈；11日，臺灣蠻野心足生態協會理事長文魯彬說，陳重信曾經在臺灣戒嚴時期名列黑名單而長期滯留美國，現在卻在臺灣實施「環評戒嚴」對記者動粗，實在諷刺。
2008年5月，沈世宏取代陳重信接任行政院環境保護署署長。
2016年12月，陳重信獲中華民國總統蔡英文聘為總統府國策顧問。

## 經歷
- 美國國家環境保護局資深科學主管
- 美國食品藥物管理局消費安全官員
- 華府台灣國際關係中心副主任
- 世界台灣同鄉會秘書長
- 宜蘭盃國際名校划船邀請賽海外總聯絡
- 第六屆立法委員
- 行政院環境保護署副署長
- 行政院環境保護署署長

## 外部連結
- 立法院 （页面存档备份，存于）

| 中華民國政府職務 | 中華民國政府職務                               | 中華民國政府職務 |
| ---------------- | ---------------------------------------------- | ---------------- |
| 行政院           |                                                |                  |
| 前任： 張國龍    | 環保署署長 第九任 2007年5月21日－2008年5月20日 | 繼任： 沈世宏    |